# Архипова Тетяна Валеріївна
Тетя́на Вале́ріївна Архи́пова (рос. Татьяна Валерьевна Архипова, при народженні Петрова, 8 квітня 1983) — російська легкоатлетка, олімпійська медалістка.

## Виступи на Олімпіадах
| Олімпіада   | Дисципліна       | Місце |
| ----------- | ---------------- | ----- |
| Пекін 2008  | стиплчез         | 4     |
| Лондон 2012 | марафонський біг | 3     |